# Садаклія
Садаклія (рум. Sadaclia) — село в Бессарабському районі Молдови неподалік від кордону з Україною. Утворює окрему комуну.
| Молдова | Це незавершена стаття з географії Молдови. Ви можете допомогти проєкту, виправивши або дописавши її. |

1. ↑  Nicu V. Localitățile Moldovei în documente și cărți vechi: Îndreptar bibliografic. Volumul 2: M-Z — Chișinău: Universitas, 1991. — С. 214. — 434 с. — ISBN 5-362-00842-0
2. ↑  Перепис населення Молдови (2014) — 2017.